# Zellertal (Region)
Das Zellertal ist eine Talregion im Osten des Nordpfälzer Berglands in Rheinland-Pfalz. Der Westteil gehört zum pfälzischen Donnersbergkreis, der Ostteil zum rheinhessischen Landkreis Alzey-Worms. Das Tal ist nach der vormaligen Gemeinde Zell benannt, die 1976 ein Ortsteil der neuen Ortsgemeinde Zellertal wurde.

## Geographie
Das Zellertal als Muldental mit relativ flachen Hängen wird im Norden und Süden von je einer Kette aus niedrigen Erhebungen begrenzt, die unter 300 m hoch sind. Die Entfernung zwischen den beiden Höhenzügen beträgt 2 bis 3 km. Dazwischen erstreckt sich, geschützt gegen Nordwinde, das Tal etwa von West nach Ost. In dieser Richtung wird es auch von der Pfrimm durchflossen, einem knapp 43 km langen linken Nebenfluss des Rheins.
Der Talausgang im Osten liegt auf etwa 135 m Höhe in Rheinhessen in der Verbandsgemeinde Monsheim. Zu dieser gehören die drei – pfrimmaufwärts – ersten Talgemeinden Monsheim, Wachenheim und Mölsheim. Nach Westen zu, auf pfälzischer Seite, folgen dann die drei Ortsteile von Zellertal (Niefernheim, Zell und Harxheim) sowie die Ortsgemeinden Einselthum, Albisheim und Marnheim. Dort endet das Zellertal nach 12 km auf 185 m Höhe.

## Sehenswürdigkeiten
Als Wahrzeichen des Tals gilt das 15 m hohe und weithin sichtbare Zellertaler Ehrenmal. Der expressionistische gotisierende Monumentalbau wurde 1928 als Kriegerdenkmal zu Ehren der Gefallenen des Ersten Weltkriegs an einem exponierten Aussichtspunkt neben der hoch am Hang verlaufenden Kreisstraße 64 zwischen Zell und Mölsheim errichtet. Die barocke Wallfahrtskirche von Zell ist Philipp von Zell gewidmet, der im Bistum Speyer als Heiliger verehrt wird.
Weitere Kulturdenkmäler sind bei den einzelnen Ortsgemeinden beschrieben.

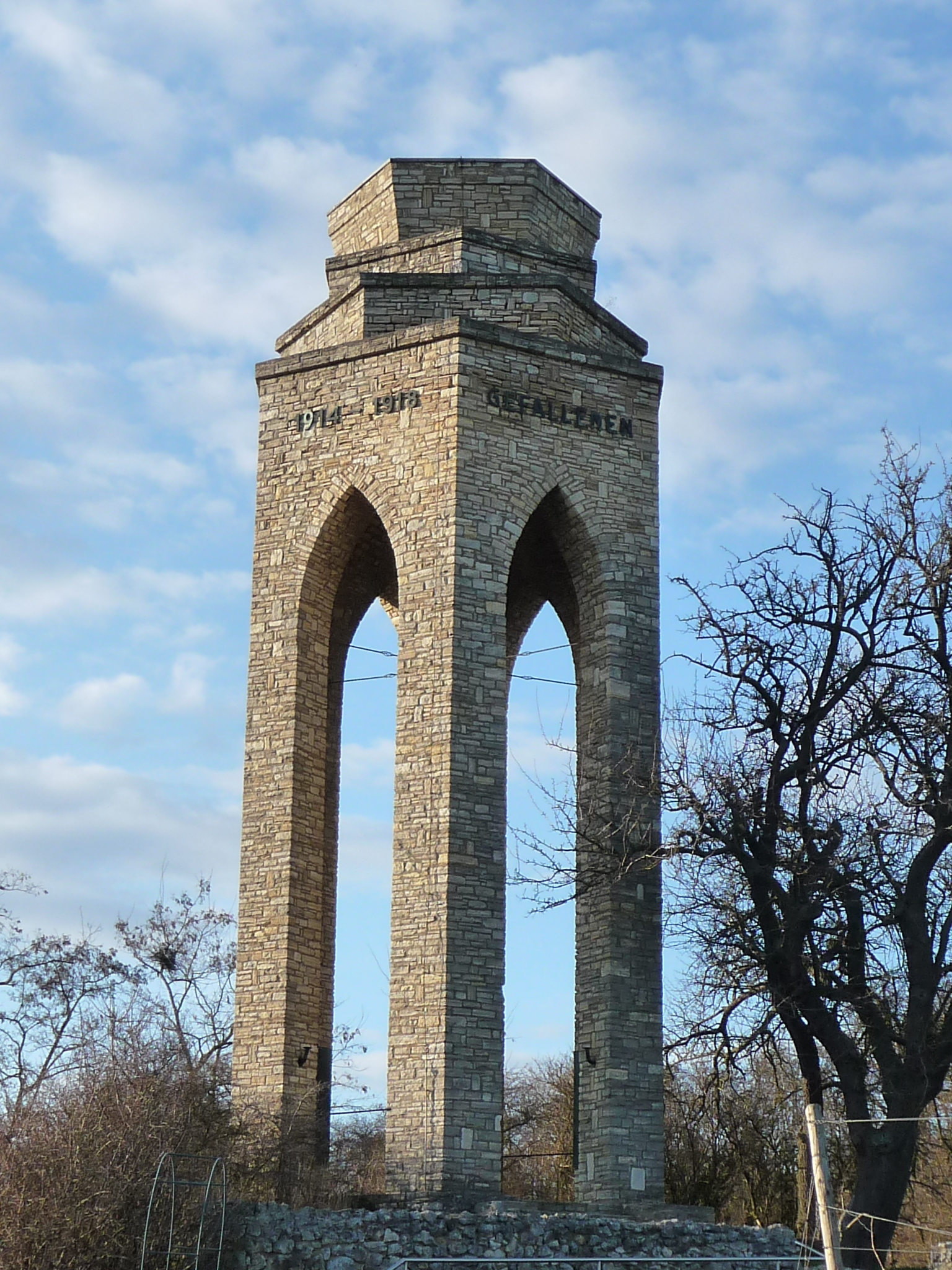
Zellertaler Ehrenmal
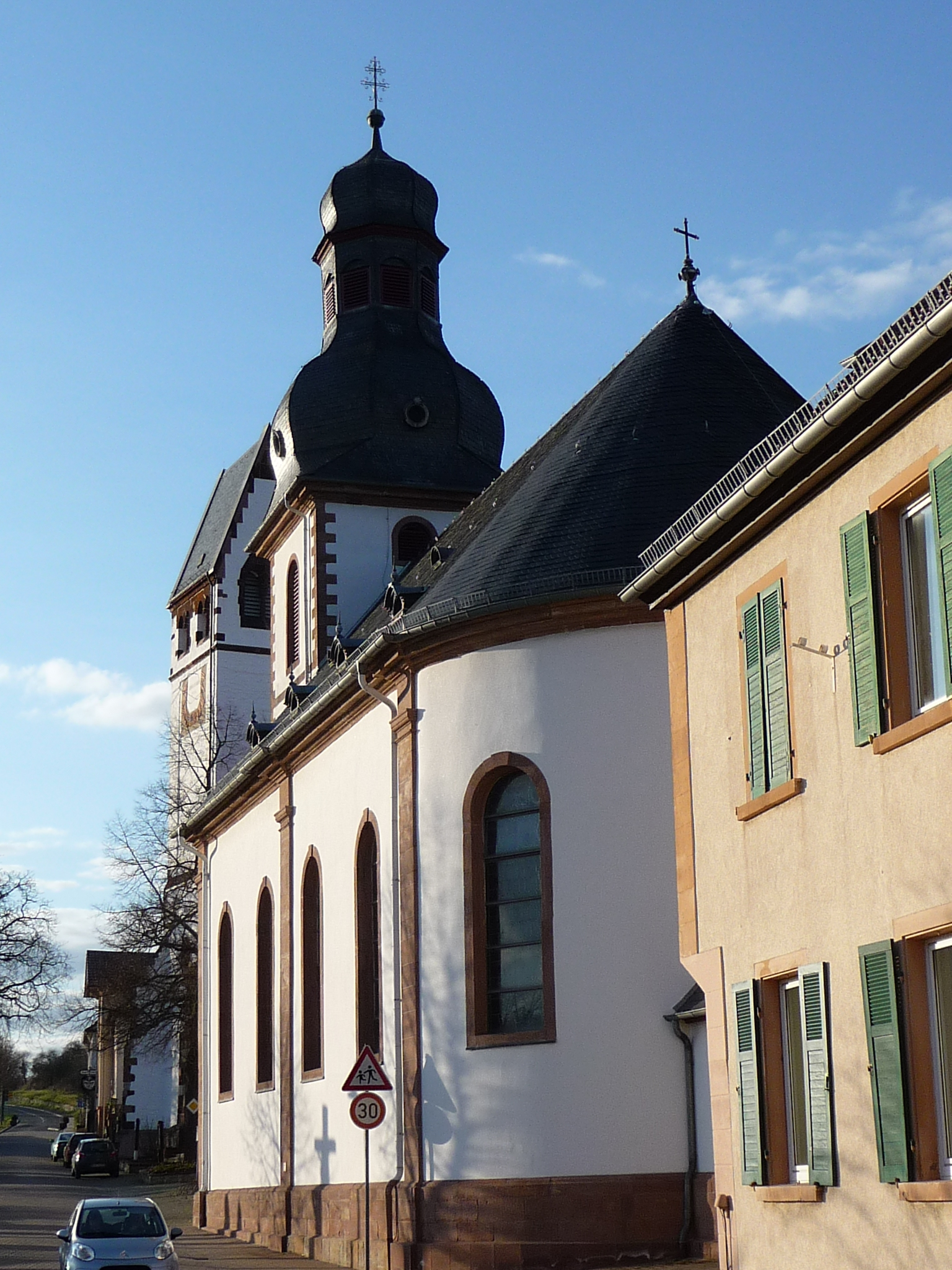
Wallfahrtskirche von Zell, Außenansicht
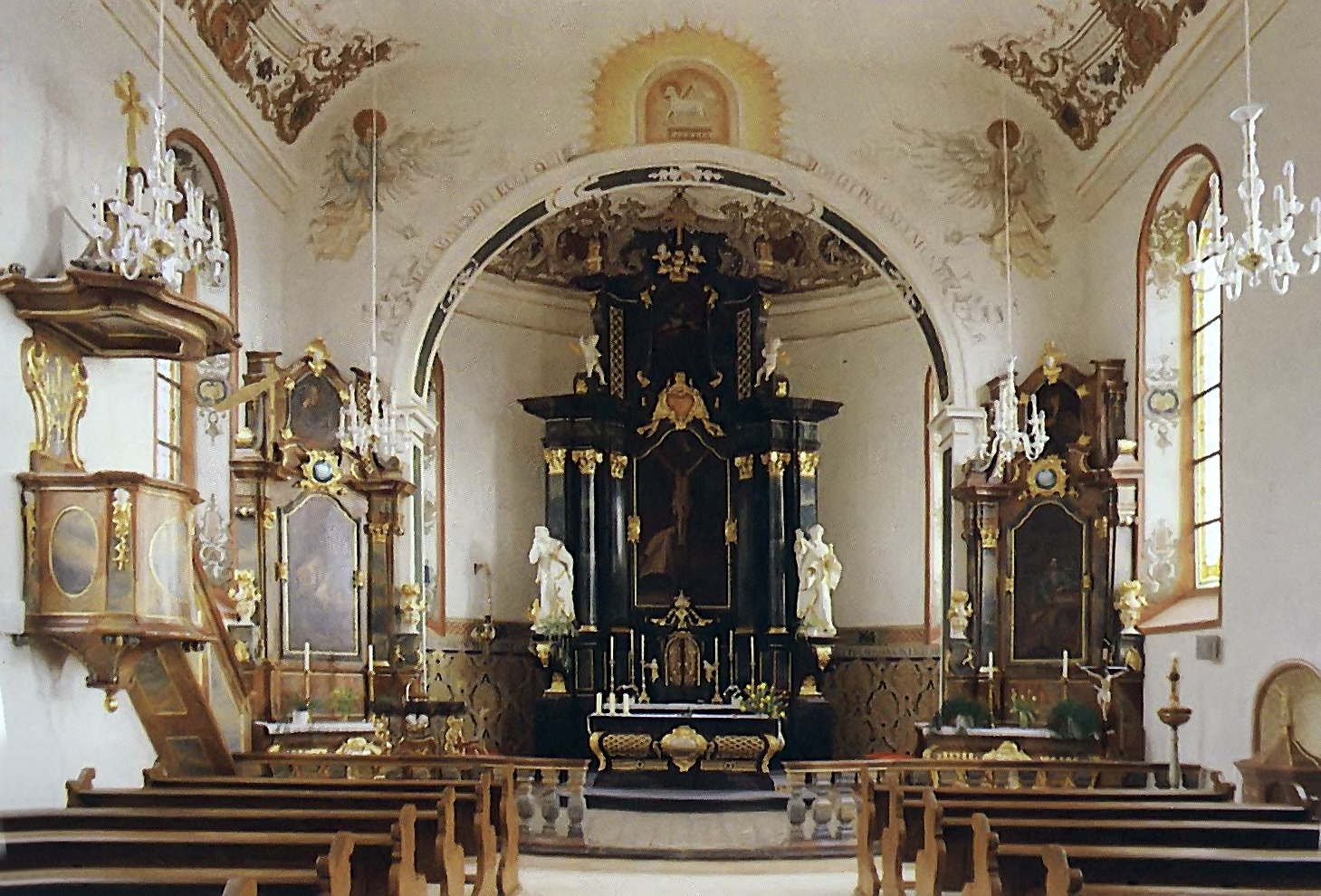
Wallfahrtskirche von Zell, Innenansicht
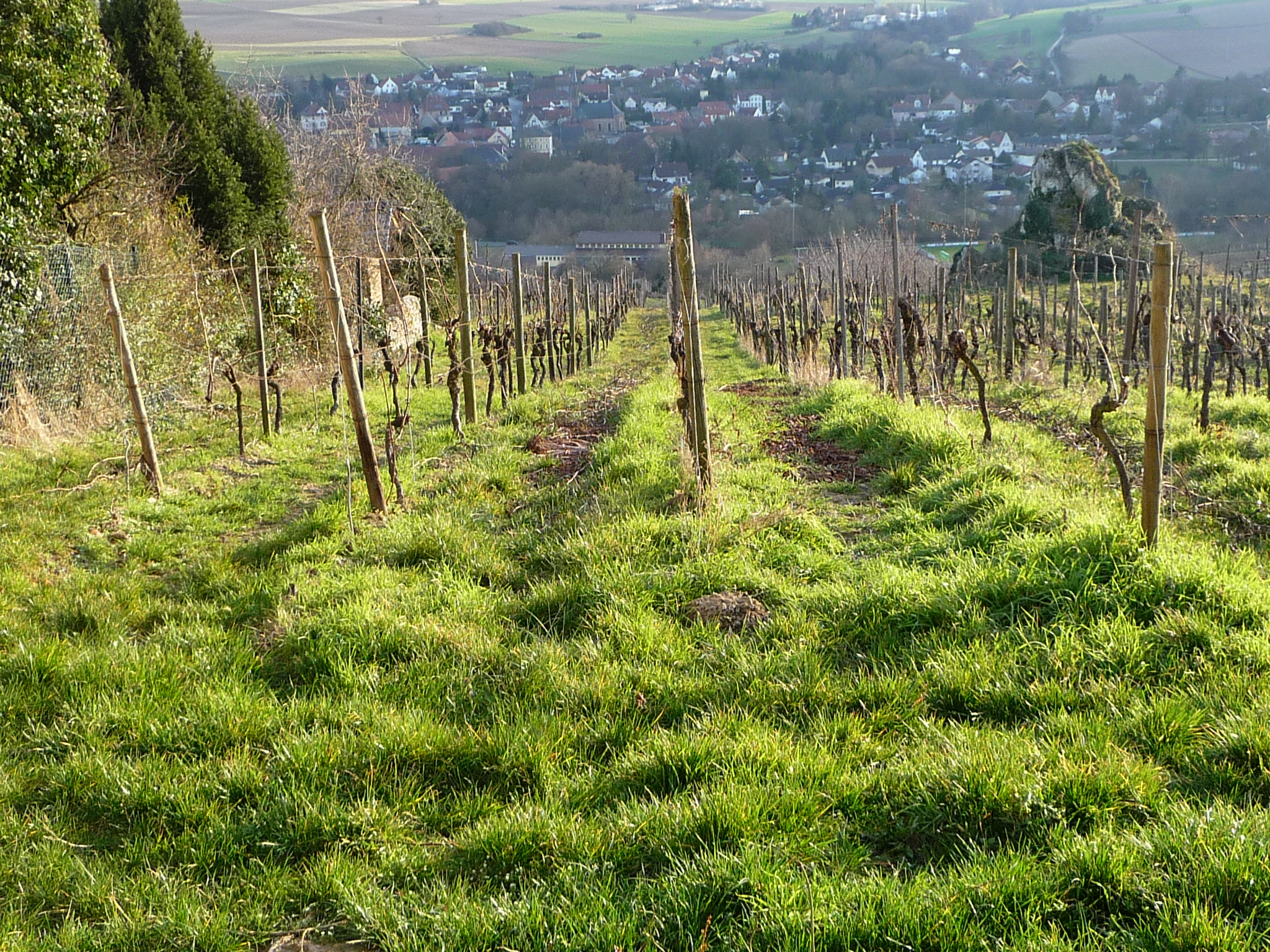
Weinbau im Zellertal

## Wirtschaft und Infrastruktur

### Weinbau
Das Zellertal bildet den nördlichen Abschluss des Weinbaugebiets der Pfalz, am östlichen Ende des Tals beginnt das rheinhessische Weinbaugebiet. Das Weinbaugebiet Zellertal, flächenmäßig größer als das bloße Tal, hat 15 Weinlagen mit einer Rebfläche von 550 Hektar. Zu dem Gebiet werden u. a. auch die Weinbau treibenden Gemeinden Bischheim, Rittersheim und Gauersheim gezählt, die im Seitental des Leiselsbachs liegen, eines linken Zuflusses der Pfrimm.

### Verkehr
Für den Individualverkehr erschlossen wird das Zellertal durch die Bundesstraße 47 (Worms–Marnheim), die zwischen der Autobahn 63 (Kaiserslautern–Mainz) im Westen und der Bundesstraße 271 (Neustadt an der Weinstraße–Alzey) im Osten verläuft. Ab dem Westrand von Wachenheim ist die B 47 nach Westen zu als Ortsumgehung ausgebaut.
An Sonn- und Feiertagen von Anfang Mai bis Ende Oktober verkehrt die Zellertalbahn von Monsheim über Langmeil nach Kaiserslautern.